# Карасёв, Михаил Фёдорович
Михаил Федорович Карасёв (4 декабря 1903 — 27 апреля 1980) — советский учёный, занимавшийся вопросами коммутации машин постоянного тока, работал в ТЭМИИТе, ОмИИТе, создал сибирскую школу коммутации.

## Биография
Родился в деревне Русилово Раменской волости Егорьевского уезда Московской губернии в крестьянской семье.
В 1915 году окончил приходскую школу, работал посыльным в банке.
В 1919 г. поступил на подготовительные курсы в техникум, в 1922 г. окончил их и поступил на первый курс Оренбургского техникума путей сообщения. В 1924 г. по случаю закрытия техникума, был откомандирован в Полторацкий техникум путей сообщения, который окончил в начале 1926 г. по паровозной специальности.
С начала 1926 г. до конца 1927 г. Михаил Федорович работает помощником машиниста на шестом участке тяги Среднеазиатской железной дороги Карши — Термез в депо Самсоново.
В 1927 г. поступает на первый курс Московской сельскохозяйственной академии им. К. А. Тимирязева на машиностроительный факультет. В декабре 1929 г. переводится на первый курс механического факультета Сибирского технологического института в городе Томске.
Во время обучения Михаил Федорович заинтересовался электротехникой и начал специализироваться в этой области и самостоятельно заниматься электротягой.
22 июля 1931 г. окончил Сибирский механический институт и был оставлен ассистентом в СИИТе на должности штатного ассистента кафедры «Электротехника».
17 сентября 1931 г. инженер Карасев М. Ф. назначается заведующим специальностью «Электротяга», с 5 августа 1932 г — заведующим электротяговой специальностью, в 1934 году ему присваивается ученое звание ассистента.
В 1935 г. возложены обязанности по заведованию кафедрой «Общая и теоретическая электротехника» (изучение общего курса электротехники, теоретических основ электротехники, электрических измерений, электрических машин и техники высоких напряжений).
С 1 января 1937 г. ассистент Карасев М. Ф. назначается заведующим кабинетом электроподвижного состава, а с 9 марта 1937 г. — назначается временно на должность помощника начальника учебной части по производственной практике, затем — начальником учебной части курсов комсостава.
17 апреля 1940 г. М. Ф. Карасев защищает диссертацию на соискание ученой степени кандидата технических наук на тему: «Кривые тока и ЭДС в коммутируемой секции машин постоянного тока».
20 мая 1940 г. присвоено ученое звание доцента кафедры «Электротехника и электрические машины». С 31 августа 1940 г. — помощник начальника Электротехнического факультета.
30 ноября 1940 г. ВАК ВКВШ при СНК СССР утвердил М. Ф. Карасева в ученом звании доцента.
На основании приказа ВКВШ № 945/К от 13 апреля 1945 г. приказом за № 89 от 5 мая 1945 г. начальника института Белоусова А. Д. Карасев М. Ф. утвержден в должности и. о. заведующего кафедрой электрических машин.
Став заведующим кафедрой, М. Ф. Карасев направил весь свой организаторский талант на развитие материальной базы кафедры и подготовку научных кадров. Вместе с тем он с большой настойчивостью продолжает разрабатывать тему по коммутации электрических машин постоянного тока, которая стала основой его докторской диссертации. Его трудолюбие и успехи в учебной и научной работе не остаются без внимания руководства института.
13 июня 1952 г. в совете Московского ордена Ленина энергетического института им. В. М. Молотова состоялась защита докторской диссертации на тему «Процесс коммутации в электрических машинах постоянного тока» доцента М. Ф. Карасева, которая была утверждена ВАКом 4 июля 1953 г.
12 декабря 1953 г. ВАКом М. Ф. Карасев утвержден в ученом звании профессора по кафедре «Электрические машины».
После переезда ТЭМИИТа в Омск с 1 декабря 1962 г профессор М. Ф. Карасев представлен в должности заведующего кафедрой «Электрические машины» уже Омского института инженеров железнодорожного транспорта (ОмИИТа).
2 июля 1963 г. профессор Карасев М. Ф. на 60-м году своей жизни вновь избирается на очередной срок заведующим кафедрой.
В июне 1973 г. М. Ф. Карасев избирается на очередной срок заведования кафедрой, который станет последним в его жизни.
С 9 октября 1978 М. Ф. Карасев был избран на должность профессора кафедры электрических машин. Через год он был переведен на полставки профессора этой же кафедры.
Скончался 27 апреля 1980 года. Похоронен на Старо-Северном кладбище Омска.

## Награды и звания
- Медаль «За доблестный труд в Великой Отечественной войне 1941—1945 гг.».
- 9 июля 1954 г. за выслугу лет и безупречную работу награждается «Орденом Трудового Красного знамени».[1]
- 30 июля 1956 г Карасев М. Ф. награждён знаком «Почетный железнодорожник».
- 8 августа 1959 г. награждён орденом Ленина.
- 28 декабря 1963 г. присвоено почетное звание «Заслуженный деятель науки и техники РСФСР».
- В декабре 1970 г. был подготовлен наградной лист на награждение его орденом «Знак Почета».